# Naissance en 1339
Naissance
- 1335
- 1336
- 1337
- 1338
- 1339
- 1340
- 1341
- 1342
- 1343

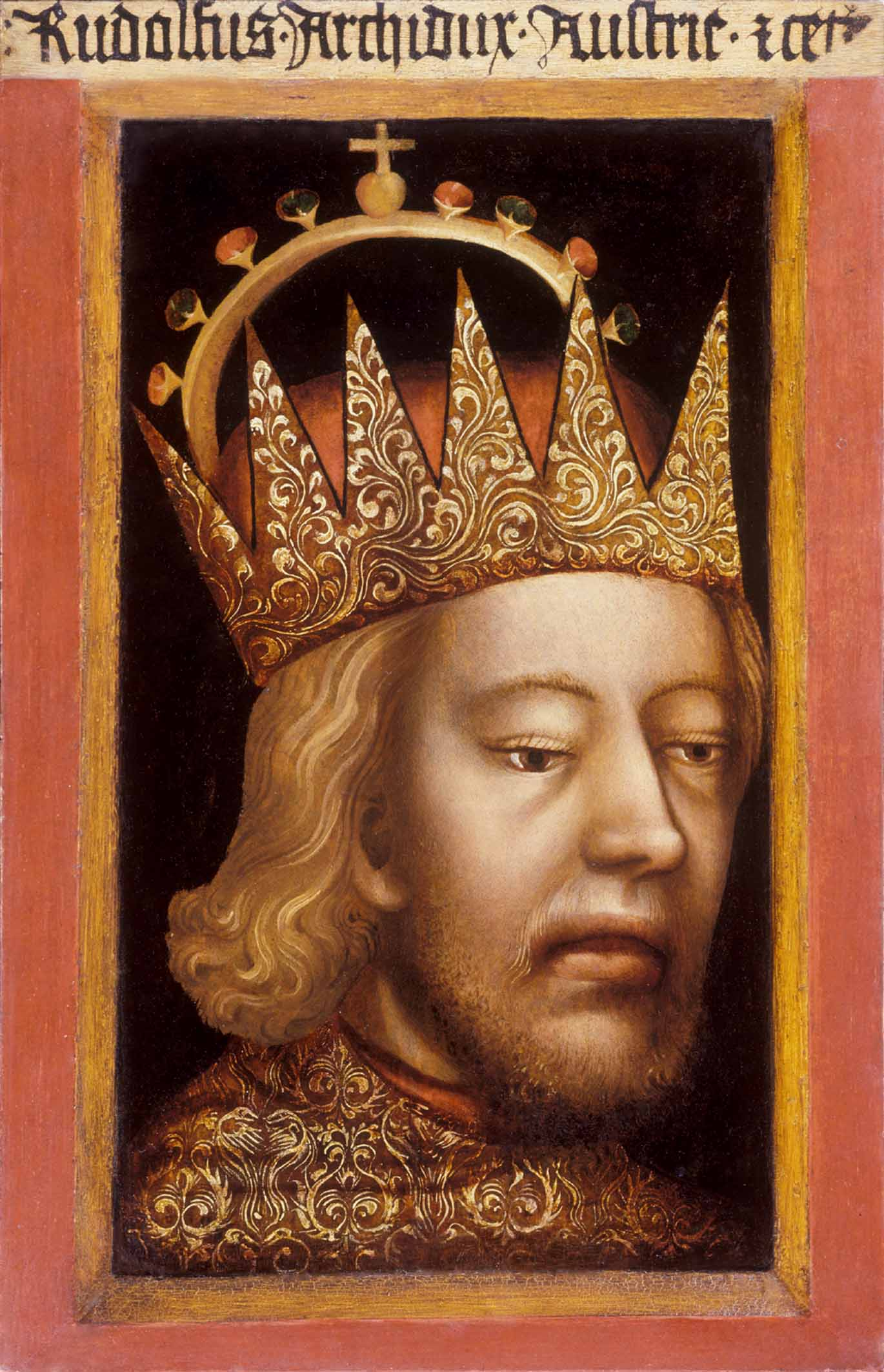
Rodolphe IV d'Autriche, né en 1339.

Cette page dresse une liste de personnalités nées au cours de l'année 1339  :
- 12 avril : Jean IV de Bretagne, ou Jean III de Montfort, Jean le Conquéreur ou encore Jean le Vaillant, comte de Richmond et de Montfort ainsi que duc de Bretagne.
- 23 juillet : Louis Ier d'Anjou, second fils du futur roi de France Jean II le Bon, comte de Poitiers, comte d'Anjou et du Maine, duc d'Anjou, lieutenant du roi en Languedoc, empereur titulaire de Constantinople, roi titulaire de Naples, comte de Provence et de Forcalquier et roi titulaire de Jérusalem.
- 1er novembre: Rodolphe IV d'Autriche, ou Rodolphe IV le Fondateur, duc d'Autriche, de Styrie et de Carinthie.

- ‘Alī b. Muhammad al-Jurjāni, auteur d'ouvrages sur des sujets aussi divers que la grammaire, la théologie et la spiritualité.
- Guillaume d'Aigrefeuille le Jeune, dit le cardinal de Saint-Étienne, camerlingue de la Sainte Église romaine et légat du pape.
- Anne de Schweidnitz, impératrice du Saint-Empire, reine de Germanie, de Bohême et comtesse de Luxembourg.
- Blanche de Bourbon, reine consort de Castille.
- Édouard II de Bar, comte de Bar.
- Frédéric de Bavière, duc de Bavière.
- Louis Ier de Chalon-Tonnerre, pendant la guerre de Cent Ans, il commande des troupes sous Du Guesclin et il participe en 1364 au siège de Mantes.
- Ismaïl II de Grenade, ou Abû al-Walîd Ismâ`îl II ben Yûsuf, neuvième émir nasride de Grenade.
- Bernardon de la Salle, chef routier, seigneur de Figeac, de Mornas, de Caderousse, d'Oppède, de Malaucène, de la Tour-de-Canillac et de Mas-Blanc (à Saint-Rémy-de-Provence) ainsi que de Soriano nel Cimino en Italie.
- Pons de Langeac, viguier d’Avignon et par deux fois recteur du Comtat Venaissin.
- Laurent de Mecklembourg-Werle-Güstrow, coprince de Werle-Güstrow et prince de Werle-Güstrow.
- Jean Ier de Nassau-Dillenbourg, comte de Nassau-Dillenbourg.
- Ramesuan, deuxième et cinquième roi du royaume d'Ayutthaya.

date incertaine (vers 1339)
- 23 janvier : Ayourchiridhara, Khan de l'Empire mongol.

## Crédit d'auteurs
- Cet article est partiellement ou en totalité issu de l'article intitulé « 1339 » (voir la liste des auteurs).